# Professor Topolino
Alfredo Topolino är en seriefigur som förekommer i Tintinalbumet Det hemliga vapnet. Han är en schweizisk professor, expert på ultraljud och vän till professor Kalkyl.
Professor Kalkyl har brevväxlat med Topolino om sina experiment med en uppfinning med ultraljud som kan krossa glas och porslin. Kalkyl håller också på att konstruera en fullskalig modell som ska kunna krossa metall, tegel och betong och andra starka material. Orolig över hur en sådan apparat skulle kunna missbrukas om den hamnar i fel händer, reser han iväg till Topolino för att prata om problemet.
Vad ingen vet är att Topolinos betjänt har tjuvläst breven och varnat underrättelsetjänsten i sitt hemland, det fiktiva Bordurien, där chefen för underrättelsetjänsten överste Sponsz ger order om att kidnappa Kalkyl för att de själva ska kunna konstruera ultraljudsmaskinen.
Medvetna om att Kalkyl är i fara, ger sig Tintin och kapten Haddock iväg till Schweiz och Topolino för att skydda honom. Istället hittar de Topolino bunden i husets källare, och efter att ha blivit frisläppt anklagar han Kalkyl för att vara den som överföll och band honom.
Efter att ha gått igenom händelserna kommer de fram till att den "Kalkyl" Topolino träffade måste varit en bedragare. Sedan låtsades densamme vara Topolino och förde på så sätt iväg Kalkyl när han anlände.
Medan de tre sitter och pratar, spränger borduriska agenter Topolinos hus, men alla överlever.
"Topolino" är det italienska namnet för "Musse Pigg".